# Japan Open de 2011
O Japan Open de 2011 foi a décima edição do Japan Open, um evento anual de patinação artística no gelo organizado pela Federação Japonesa de Patinação. A competição foi disputada no dia 1 de outubro, na cidade de Saitama, Japão.

## Eventos
- Equipes (Individual masculino + Individual feminino)

## Medalhistas
| Evento           | Ouro                                                                               | Prata                                                                             | Bronze                                                                |
| Equipes detalhes | Patrick Chan Jeffrey Buttle Joannie Rochette Alissa Czisny Equipe América do Norte | Artur Gachinski Florent Amodio Elizaveta Tuktamisheva Alena Leonova Equipe Europa | Takahiko Kozuka Daisuke Takahashi Akiko Suzuki Miki Ando Equipe Japão |

## Resultados

### Individual masculino
| Pos. | Nome              | Nacionalidade | Pontos |
| ---- | ----------------- | ------------- | ------ |
| 1    | Patrick Chan      | Canadá        | 159.93 |
| 2    | Artur Gachinski   | Rússia        | 152.71 |
| 3    | Takahiko Kozuka   | Japão         | 148.21 |
| 4    | Jeffrey Buttle    | Canadá        | 138.33 |
| 5    | Florent Amodio    | França        | 138.25 |
| 6    | Daisuke Takahashi | Japão         | 130.79 |

### Individual feminino
| Pos. | Nome                   | Nacionalidade  | Pontos |
| ---- | ---------------------- | -------------- | ------ |
| 1    | Elizaveta Tuktamysheva | Rússia         | 118.59 |
| 2    | Joannie Rochette       | Canadá         | 112.74 |
| 3    | Akiko Suzuki           | Japão          | 112.46 |
| 4    | Alena Leonova          | Rússia         | 108.39 |
| 5    | Alissa Czisny          | Estados Unidos | 107.64 |
| 6    | Miki Ando              | Japão          | 88.11  |

Nota
- Elizaveta Tuktamysheva substituiu Sarah Meier}} que se machucou.[4]

### Final
| Pos.              | Nome                    | Pontos |
| ----------------- | ----------------------- | ------ |
| Medalha de ouro   | Equipe América do Norte | 518.64 |
| Medalha de prata  | Equipe Europa           | 517.94 |
| Medalha de bronze | Equipe Japão            | 479.57 |